# Kanton Saint-Joseph-2
Kanton Saint-Joseph-2 (francouzsky Canton de Saint-Joseph-2) byl francouzský kanton v departementu Réunion v regionu Réunion. Tvořila ho pouze část města Saint-Joseph. V roce 2014 byl v rámci reformy francouzských kantonů sloučen s kantonem Saint-Joseph-1 do nově ustanoveného kantonu Saint-Joseph.